# Ćićevac
Ćićevac (cyr. Ћићевац) – miasto w Serbii, w okręgu rasińskim, siedziba gminy Ćićevac. W 2011 roku liczyło 4667 mieszkańców.